# Alemão
Ricardo Rogério de Brito mer känd som Alemão, född 22 november 1961 i Lavras, är en brasiliansk fotbollstränare och före detta spelare. Han representerade Brasilien vid såväl VM 1986 och VM 1990, som Copa América 1989 där laget vann. Han vann också Serie A säsongen 1989/1990 med Napoli.

## Spelarkarriär
Efter att ha varit ungdomsspelare i Fabril flyttade Alemão till storklubben Botafogo 1981, där han stannade i sex säsonger.
1987 flyttade han till Europa den spanska klubben Atlético. Efter en säsong i Madrid fortsatte karriären i Italien och SSC Napoli där han vann Serie A 1989/1990.
Efter ytterligare två säsonger i Napoli flyttade Alemão till Atalanta. Efter två säsonger med klubben återvände Alemão till Brasilien och klubben São Paulo. Han avslutade den spelarkarriären 1996 i Volta Redonda.

### Landslag
Alemão representerade Brasilien vid såväl VM 1986 och VM 1990, som Copa América 1989 där laget vann.

## Tränarkarriär
Efter flera år vid sidan av fotbollen inledde Alemão tränarkarriären i Tupynambás 2007. Säsongen efter fick han förtroendet att leda América (MG), där han vann det lokala mästerskapet. Han har därefter tränat Nacional 2010 och senast Central Sport Club 2011.

## Kuriosa
Namnet Alemão betyder på portugisiska "tysk" och syftar på hans ljusa hår.

## Meriter
- Copa América: 1

1989 med Brasilien.
- Mästare i UEFA-Cupen: 1

1988/1989 med Napoli.
- Mästare i Serie A: 1

1989/1990 med Napoli.
- Mästare i Copa Conmebol: 1

1994 med São Paulo.